# Сочень (страва)
Сочень — пісний тонкий корж із прісного тіста або картоплі, «вид коржа на конопляній олії». Так само як і сочиво, сочень вживався у Святвечір — переддень Різдва Христового.

## Інгредієнти
Може бути як з маслом, так і без масла, без яєць або на яйцях. Іноді зверху заповнюють картоплею, кашею, сиром або ягодами.